# En lång väg tillsammans
"En lång väg tillsammans" är en sång av Tomas Ledin från 2002. Den finns med på hans sjuttonde studioalbum Hela vägen (2002), men utgavs också som singel samma år.
Singeln tog sig inte in på den svenska singellistan. Den har inte spelats in av någon annan artist.

## Låtlista
1. "En lång väg tillsammans" (singelmix)
2. "En lång väg tillsammans" (singbackmix)

### Fotnoter
1. 1 2  ”Tomas Ledin”. Svensk mediedatabas. Arkiverad från originalet den 25 juli 2014. https://web.archive.org/web/20140725173941/http://smdb.kb.se/catalog/search?q=Tomas+Ledin&x=0&y=0. Läst 18 januari 2013.
2. ↑  ”En lång väg tillsammans”. Hitparad. http://swedishcharts.com/showitem.asp?interpret=Tomas+Ledin&titel=En+l%E5ng+v%E4g+tillsammans&cat=s. Läst 18 januari 2013.